# Поляков Володимир Хомович
Володи́мир Хо́мович Поляко́в (рос. Владимир Фомич Поляков; 1923, Макарове — †26 вересня 1943) — радянський офіцер, учасник німецько-радянської війни, командир взводу розвідки 212-го гвардійського стрілецького полку 75-ї Бахмацької двічі Червонозоряної ордена Суворова гвардійської стрілецької дивізії 30-го стрілецького корпусу 60-ї Армії Центрального фронту, Герой Радянського Союзу (17.10.1943), гвардії лейтенант.

## Біографічні відомості
Народився в 1923 році в селі Макаровому (нині Ртищевського району Саратовської області) в сім'ї селянина. Жив у місті Ступіному. У 1933–1941 роки навчався в середній школі № 1 міста Ступіного, отримав середню освіту. По закінченню школи у 1941 році працював учнем токаря.
У червні 1941 року воював під Каширою у складі винищувального батальйону.
16 жовтня 1942 року, після закінчення Московського піхотного училища ім. Верховної Ради РРФСР, В. Ф. Поляков був направлений до діючої армії на Західний фронт. З 6 квітня 1943 року він воює на Центральному фронті у складі 75-ї гвардійської стрілецької дивізії.
Командував взводом пішої розвідки 212-го гвардійського стрілецького полку. В період Чернігівсько-Прип'ятської операції 1943 року неодноразово забезпечував командування полку важливими відомостями про угруповання і дії противника. Під час наступу на місто Бахмач взвод розвідки під командою Полякова своєчасно попередив командування про засідку противника. За звільнення міста Бахмач 75-та гвардійська стрілецька дивізія (СРСР) була удостоєна найменування «Бахмацька», а гвардії лейтенант Поляков був нагороджений орденом Червоної Зірки.
Особливо відзначився при форсуванні ріки Дніпро та утриманні плацдарму на північ від Києва у вересні 1943 року.
У ніч на 22 вересня 1943 року розвідники приховано переправилися через Дніпро, проникнули на пристань Глібівка (Вишгородський район Київської області), провели розвідку ворожих сил і укріплень, що допомогло успішно форсувати водну перешкоду підрозділами дивізії і захопити плацдарм на її правому березі. В боях на плацдармі проявив мужність і героїзм. Загинув у бою 26 вересня 1943 року.
Указом Президії Верховної Ради СРСР від 17 жовтня 1943 року за зразкове виконання бойових завдань командування на фронті боротьби з німецько-фашистськими загарбниками і проявлені при цьому мужність і героїзм гвардії лейтенанту Полякову Володимиру Хомовичу присвоєне звання Героя Радянського Союзу (посмертно).
Разом зі своїм командиром звання Героя Радянського Союзу удостоєні п'ять бійців його взводу: Грушко В. С., Єдунов І. Г., Зачеславський В. Н., Попов І. П. (посмертно), Шабалін В. І. (посмертно).
Похований в селі Ясногородці Вишгородського району Київської області в братській могилі.

## Відзнаки і нагороди
- медаль «Золота Зірка» № ---- Героя Радянського Союзу (17 жовтня 1943)
- Орден Леніна
- орден Червоної Зірки
- Почесний громадянин міста Ступіного (Московська область, РФ)

### Пам'ять

Меморіальна дошка на братській могилі в Ясногородці

- В місті Ступіно ім'ям Полякова названо сквер, в якому встановлено бюст Героя.
- На будинку в місті Ступіно, де жив Герой, встановлено меморіальную дошку.
- В селі Ясногородка на братській могилі, де похований Герой, встановлено пам'ятник та меморіальну дошку.